# Génicourt-sur-Meuse
Pour les articles homonymes, voir Génicourt (homonymie).
Génicourt-sur-Meuse est une commune française située dans le département de la Meuse, en région Grand Est.

## Géographie

### Localisation
La commune est à 13,7 km de la Voie sacrée (Heippes), 16,7 de Verdun et 19,3 de Fresnes-en-Voëvre.

### Géologie et relief
Hydrogéologie et climatologie : Système d’information pour la gestion des eaux souterraines du bassin Rhin-Meuse :
Territoire communal : Occupation du sol (Corinne Land Cover); Cours d'eau (BD Carthage),
Géologie : Carte géologique; Coupes géologiques et techniques,
 Hydrogéologie : Masses d'eau souterraine; BD Lisa; Cartes piézométriques.

### Hydrographie
La commune est dans le bassin versant de la Meuse au sein du bassin Rhin-Meuse. Elle est drainée par le canal de l'Est Branche-Nord, le Clair Fosse et le ruisseau de Nazingue,,.
Le canal de l'Est Branche-Nord, d'une longueur de 141 km, est un chenal et un cours d'eau naturel navigable qui relie Givet à Troussey, où il rejoint le canal de la Marne au Rhin. 

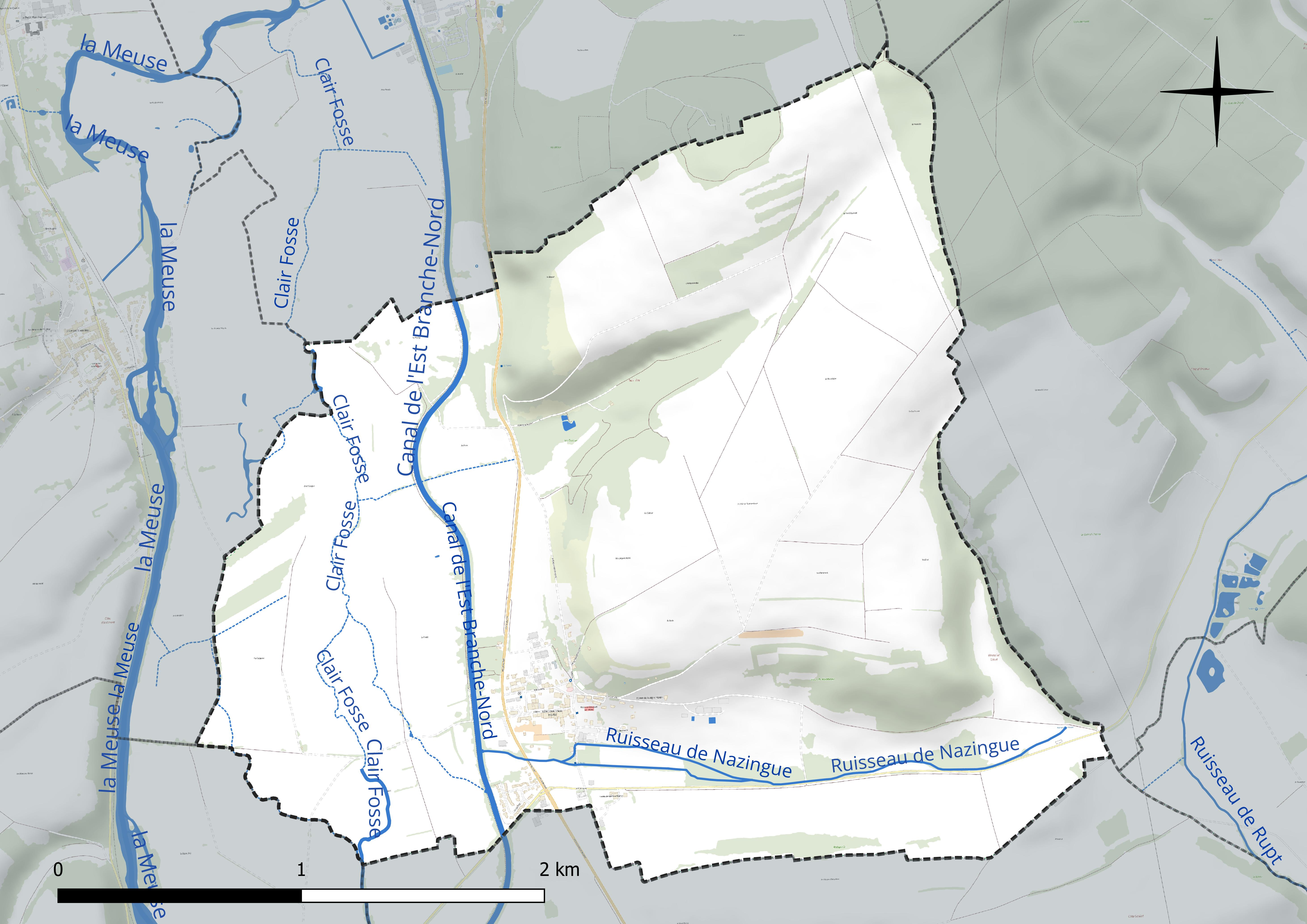
Réseau hydrographique de Génicourt-sur-Meuse.

### Climat
Pour des articles plus généraux, voir Climat du Grand Est et Climat de la Meuse.
En 2010, le climat de la commune est de type climat de montagne, selon une étude du Centre national de la recherche scientifique s'appuyant sur une série de données couvrant la période 1971-2000. En 2020, Météo-France publie une typologie des climats de la France métropolitaine dans laquelle la commune est exposée à un climat océanique altéré et est dans la région climatique  Lorraine, plateau de Langres, Morvan, caractérisée par un hiver rude (1,5 °C), des vents modérés et des brouillards fréquents en automne et hiver. 
Pour la période 1971-2000, la température annuelle moyenne est de 9,7 °C, avec une amplitude thermique annuelle de 15,9 °C. Le cumul annuel moyen de précipitations est de 1 001 mm, avec 14,1 jours de précipitations en janvier et 9,9 jours en juillet. Pour la période 1991-2020, la température moyenne annuelle observée sur la station météorologique de Météo-France la plus proche, « Bonzée_sapc », sur la commune de Bonzée à 13 km à vol d'oiseau, est de 10,6 °C et le cumul annuel moyen de précipitations est de 783,7 mm. 
La température maximale relevée sur cette station est de 40,6 °C, atteinte le 24 juillet 2019 ; la température minimale est de −17,3 °C, atteinte le 7 février 2012,,. 
Les paramètres climatiques de la commune ont été estimés pour le milieu du siècle (2041-2070) selon différents scénarios d'émission de gaz à effet de serre à partir des nouvelles projections climatiques de référence DRIAS-2020. Ils sont consultables sur un site dédié publié par Météo-France en novembre 2022.

## Urbanisme

### Typologie
Au 1er janvier 2024, Génicourt-sur-Meuse est catégorisée commune rurale à habitat dispersé, selon la nouvelle grille communale de densité à sept niveaux définie par l'Insee en 2022.
Elle est située hors unité urbaine. Par ailleurs la commune fait partie de l'aire d'attraction de Verdun, dont elle est une commune de la couronne,. Cette aire, qui regroupe 103 communes, est catégorisée dans les aires de moins de 50 000 habitants,.

### Occupation des sols
L'occupation des sols de la commune, telle qu'elle ressort de la base de données européenne d’occupation biophysique des sols Corine Land Cover (CLC), est marquée par l'importance des territoires agricoles (80,7 % en 2018), une proportion sensiblement équivalente à celle de 1990 (81,5 %). La répartition détaillée en 2018 est la suivante : 
terres arables (56,6 %), prairies (24,1 %), forêts (14,7 %), zones urbanisées (4,6 %). L'évolution de l’occupation des sols de la commune et de ses infrastructures peut être observée sur les différentes représentations cartographiques du territoire : la carte de Cassini (XVIIIe siècle), la carte d'état-major (1820-1866) et les cartes ou photos aériennes de l'IGN pour la période actuelle (1950 à aujourd'hui).

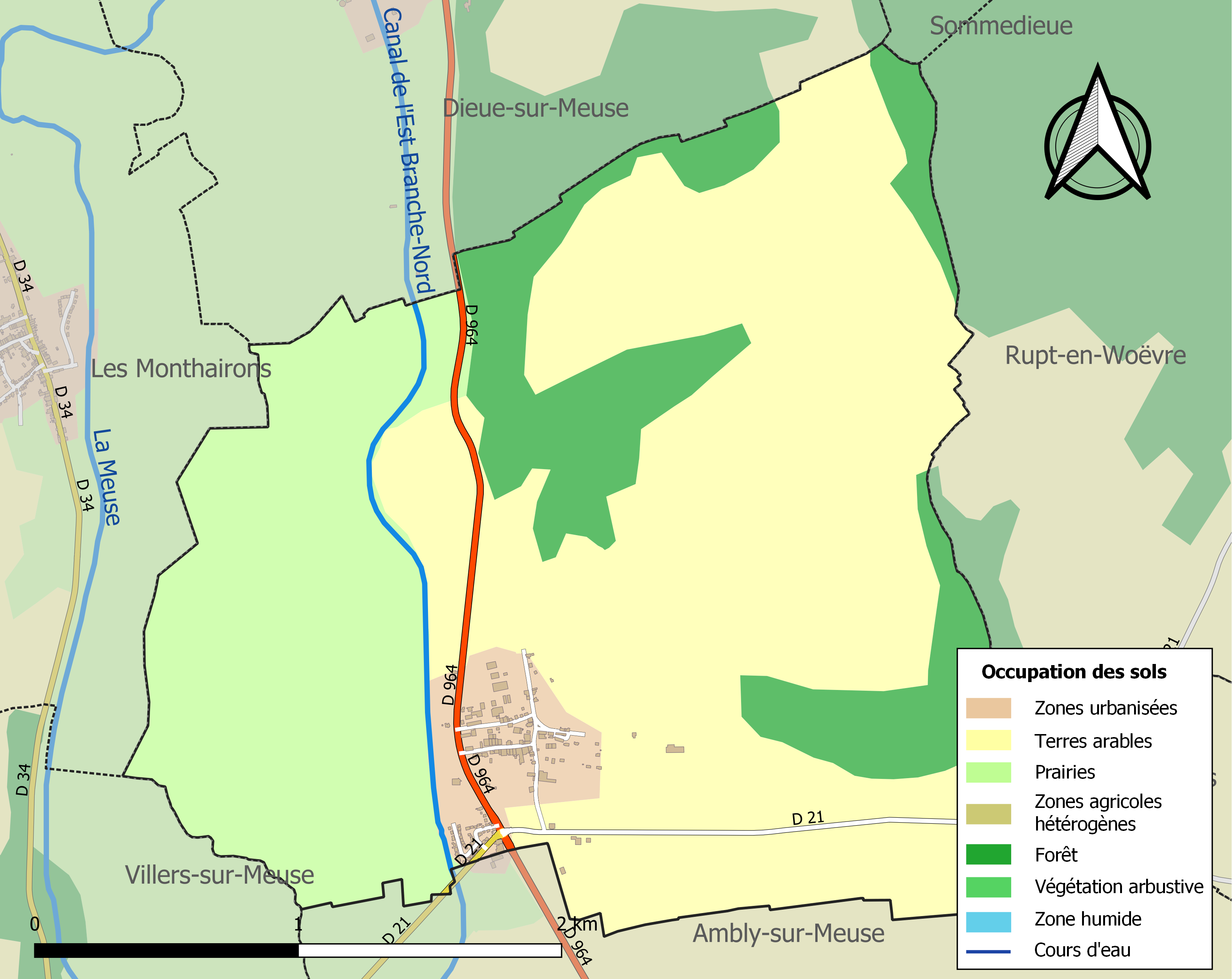
Carte des infrastructures et de l'occupation des sols de la commune en 2018 (CLC).

### Voies de communications et transports

#### Voies routières

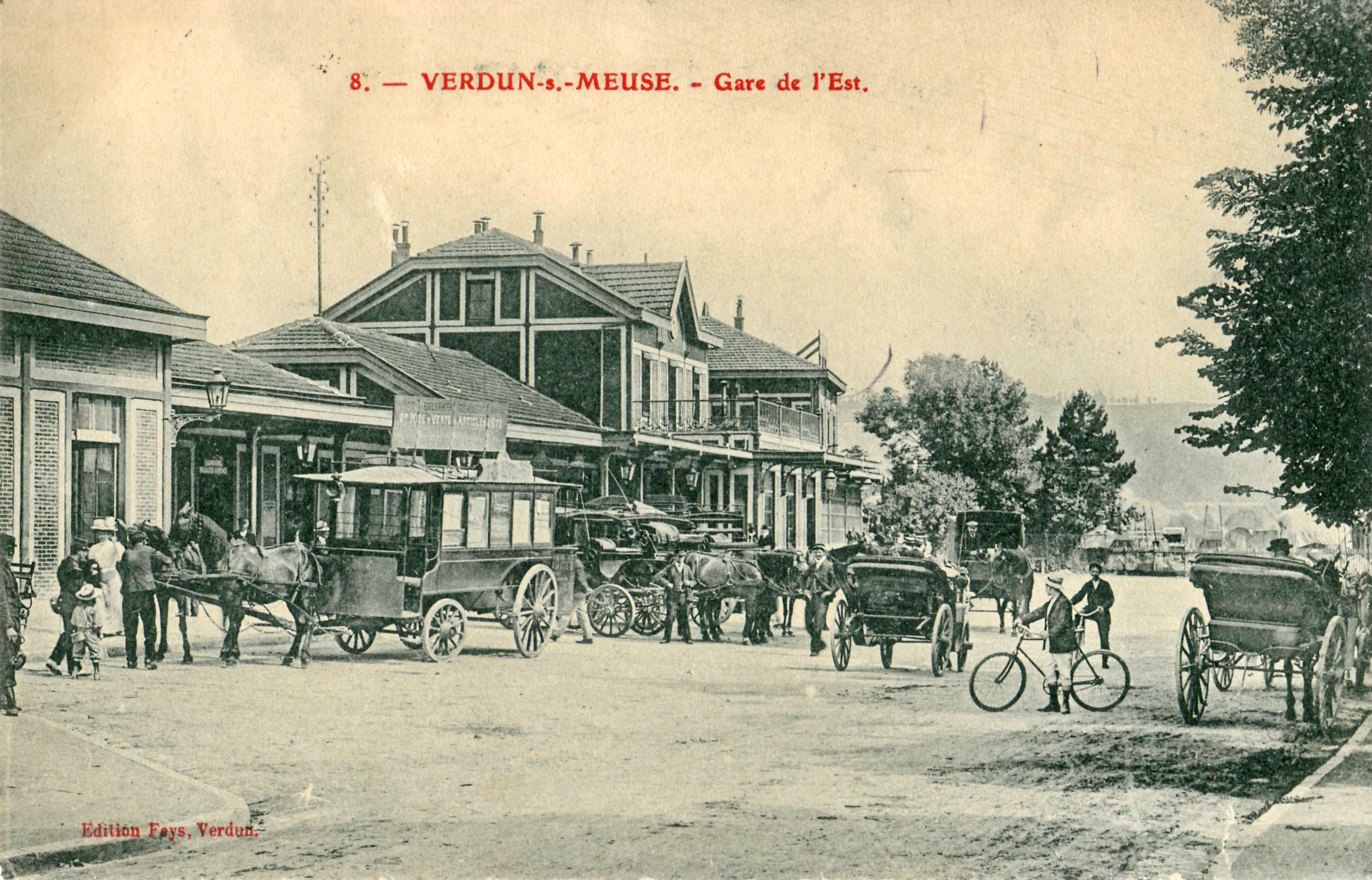
Un omnibus stationne devant la Gare de Verdun, avant la Première guerre mondiale.

Autoroute proche : A4, aussi appelée autoroute de l’Est : Échangeurs Verdun, Voie Sacrée, Fresnes-en-Woëvre.

#### Transports en commun
- Fluo Grand Est.

#### Lignes SNCF
- Gare de Meuse TGV.
- Gare de Verdun

## Toponymie
Le nom de la localité est attesté sous les formes Villa-Gunscort (XIe siècle) ; Genesis-curtis (1047) ; Genesii-curtis (1160) ; Curtis-Genezi (1161) ; Genesei-curtis (1165) ; Geneycourt (1165) ; Gugnicurt (1180) ; Geniscort (XIe siècle) ; Genesicurtis (1207) ; Gineicourt (1247) ; Genecort (1268) ; Leprosi de Genecourt (XIIIe siècle) ; Ginercourt (1376) ; Genecourt (1549) ; Genicourt (1564) ; Gynecourt (1581) ; Geniscort (1598) ; Giniscourt (1664) ; Gemicour (1700) ; Genecuria (1738).

La Meuse, Maas ; en wallon, Moûse ; en latin Mosa est un fleuve européen qui prend sa source en France et se jette dans la mer du Nord après un cours traversant la France, la Belgique et les Pays-Bas.

## Histoire
Vestiges gallo-romains au lieu-dit Champ des Romains.
Le fief de Génicourt appartint du XIIe à la fin XVe à la famille de ce nom.
Le château cité au XIVe siècle appartenait, milieu XVIe siècle XVIe, aux Gournay. Vendu en 1619 à Nicolas Jappin, il est acquis en 1669 par le petit-fils de ce dernier, Jean-François Jappin, qui fit raser l'édifice et le remplaça par un nouveau château, entouré de jardins à la française.
L'église Sainte-Marie-Madeleine, datée du 17e siècle de style gothique flamboyant, a été érigée entre 1520 et 1524 par Philippe de Norroy et Nicole d'Apremont, son épouse, seigneurs du lieu.
La commune a été décorée de la croix de guerre 1914-1918 le 11 août 1921 avec la citation suivante :  « Vaillante cité, situé dans la région de Verdun, a supporté courageusement de nombreux bombardements qui l’on détruite en partie. Par les souffrances endurées et les dommages subis a bien mérité de la patrie ».

## Politique et administration
| Période                                  | Période   | Identité                                             | Étiquette | Qualité            |
| ---------------------------------------- | --------- | ---------------------------------------------------- | --------- | ------------------ |
| Les données manquantes sont à compléter. |           |                                                      |           |                    |
| mars 2001                                | mars 2008 | Jean-François Pérotin                                |           |                    |
| mars 2008                                | ?         | Benoît Durand                                        |           |                    |
| ?                                        | mars 2014 | Roger Guérin                                         |           |                    |
| mars 2014                                | En cours  | Jean-François Pérotin Réélu pour le mandat 2020-2026 |           | Ancien agriculteur |

### Budget et fiscalité 2022
En 2022, le budget de la commune était constitué ainsi :
- total des produits de fonctionnement : 129 000 €, soit 432 € par habitant ;
- total des charges de fonctionnement : 98 000 €, soit 329 € par habitant ;
- total des ressources d'investissement : 93 000 €, soit 311 € par habitant ;
- total des emplois d'investissement : 126 000 €, soit 423 € par habitant ;
- endettement : 27 000 €, soit 91 € par habitant.

Avec les taux de fiscalité suivants :
- taxe d'habitation : 4,01 % ;
- taxe foncière sur les propriétés bâties : 31,05 % ;
- taxe foncière sur les propriétés non bâties : 13,14 % ;
- taxe additionnelle à la taxe foncière sur les propriétés non bâties : 0,00 % ;
- cotisation foncière des entreprises : 0,00 %.

Chiffres clés Revenus et pauvreté des ménages en 2020 : médiane en 2020 du revenu disponible, par unité de consommation : 18 980 €.

## Population et société

### Démographie

#### Évolution démographique
L'évolution du nombre d'habitants est connue à travers les recensements de la population effectués dans la commune depuis 1793. Pour les communes de moins de 10 000 habitants, une enquête de recensement portant sur toute la population est réalisée tous les cinq ans, les populations de référence des années intermédiaires étant quant à elles estimées par interpolation ou extrapolation. Pour la commune, le premier recensement exhaustif entrant dans le cadre du nouveau dispositif a été réalisé en 2007.

En 2022, la commune comptait 293 habitants, en évolution de +2,81 % par rapport à 2016 (Meuse : −4,4 %, France hors Mayotte : +2,11 %).
| 1793 | 1800 | 1806 | 1821 | 1831 | 1836 | 1841 | 1846 | 1851 |
| ---- | ---- | ---- | ---- | ---- | ---- | ---- | ---- | ---- |
| 330  | 362  | 374  | 361  | 378  | 396  | 401  | 403  | 361  |

| 1856 | 1861 | 1866 | 1872 | 1876 | 1881 | 1886 | 1891 | 1896 |
| ---- | ---- | ---- | ---- | ---- | ---- | ---- | ---- | ---- |
| 367  | 367  | 355  | 334  | 337  | 312  | 311  | 309  | 281  |

| 1901 | 1906 | 1911 | 1921 | 1926 | 1931 | 1936 | 1946 | 1954 |
| ---- | ---- | ---- | ---- | ---- | ---- | ---- | ---- | ---- |
| 240  | 232  | 227  | 232  | 305  | 258  | 213  | 172  | 194  |

| 1962 | 1968 | 1990 | 1999 | 2006 | 2007 | 2012 | 2017 | 2022 |
| ---- | ---- | ---- | ---- | ---- | ---- | ---- | ---- | ---- |
| 195  | 170  | 216  | 234  | 272  | 277  | 266  | 290  | 293  |

### Enseignement
Établissements d'enseignements :
- Écoles maternelles à Ambly-sur-Meuse, Les Monthairons, Dieue-sur-Meuse, Ancemont, Sommedieue.
- Écoles primaires à Génicourt-sur-Meuse, Ambly-sur-Meuse, Villers-sur-Meuse, Dieue-sur-Meuse, Tilly-sur-Meuse.
- Collèges à Ancemont, Verdun.
- Lycées à Verdun.

### Santé
Professionnels et établissements de santé :
- Médecins à Dieue-sur-Meuse, Dugny-sur-Meuse, Lacroix-sur-Meuse, Souilly, Fresnes-en-Woëvre.
- Pharmacies à Dieue-sur-Meuse, Lacroix-sur-Meuse, Souilly, Fresnes-en-Woëvre.
- Hôpitaux à Saint-Mihiel, Commercy, Bar-le-Duc, Gorze, Longuyon, Joeuf, Pont-à-Mousson.

### Cultes
- Culte catholique, Paroisse Val de Marie[33], Diocèse de Verdun.

## Économie

### Entreprises et commerces

#### Agriculture
- Culture et élevage associés.
- Élevage de vaches laitières.
- Élevage d'ovins et de caprins.

#### Tourisme
- Hébergements et restauration à Monthairons, Thillombois, Courouvre, Issoncourt.
- Chambres d'hôtes à Génicourt-sur-Meuse, Dieu-sur-Meuse, Ancemont, Haudainville, Dieue.
- Route Ligier Richier en Meuse[34].

#### Commerces
- Commerces et services de proximité à Souilly, Dieux-sur-Meuse, Haudainville, Verdun.

## Culture locale et patrimoine

### Lieux et monuments
Patrimoine religieux :
- L'église Sainte-Marie-Madeleine[35] achevée en 1524[36]. Elle présente un ensemble particulièrement homogène de décors architectural, peint et sculpté du début de la renaissance lorraine. Elle a été construite par Nicole d'Apremont et son mari, Philippe de Norroy, représentés sur le vitrail du fond de l'abside et est équipée d'un clocher-donjon à meurtrières surveillant la Meuse. Le maître-autel et la stauaire sont de Claude Richier, frère de Ligier Richier. On en trouvera une description prècise dans l'ouvrage de l'abbé Charles Souhaut[37]

Vitraux.
Autel et retable en pierre de 1530.
Autel, retable, 3 statues : Vierge à l'Enfant, sainte Barbe, sainte Catherine.
Statue Saint Hubert.
Statue Saint Eloi.
et ensemble de douze fresques Renaissance, et peintures murales,,,,,,,,,,.
- Monument aux morts[54] : Guerre franco-allemande de 1914-1918.

Carré militaire (Monument militaire) : Conflits commémorés : Guerre franco-allemande de 1914-1918.
Patrimoine civil :
- Le fort du XIXe siècle appartenant au système Séré de Rivières[56].
- Château, actuellement mairie-école et presbytère[57]

Les vestiges du château de Génicourt, datant du XIIe siècle transformés en habitations et fermes.
Ferme du château,.
- Lavoir du XIXe siècle[61].

### Personnalités liées à la commune
- Maison d'Aspremont.

### Héraldique
| Blason de Génicourt-sur-Meuse | Blason  | De gueules à la Marie Madeleine d'argent aux cheveux d'or portant un pot d'onguent du même issant de la pointe et accostée de deux billettes d'argent ; au chef dentelé d'or chargé d'un écusson de sable à la tiercefeuille d'or accosté de deux corbeaux de gueules,.                                                                                  |
| Blason de Génicourt-sur-Meuse | Détails | Armoiries composées par R. A. Louis et D. Lacorde proposées à la commune en 2014 et en attente d'adoption. La représentation de Marie Madeleine est celle du volet droit du Triptyque Braque de Rogier van der Weyden (Musée du Louvre), et non celle de la statue attribuée à Ligier Richier à droite de l'autel de l'église du lieu, statue de gauche. |